# Elsa Turakainen
Elsa Mercedes Turakainen, född 8 augusti 1904 i Helsingfors, död 7 februari 1992 i Helsingfors, var en finländsk skådespelare. Hon var från 1935 gift med skådespelaren Artturi Laakso.

## Biografi
Turakainen var dotter till affärsmannen Oskari Turakainen och Anna Rosenberg. Hon studerade till sånglärare och verkade vid Konstuniversitetets Teaterhögskola 1926–1928. Som skådespelare verkade hon vid teatern i Viborg 1928–1934, teatern i Tammerfors 1934–1937, Helsingfors folk- och arbetarteater 1937–1965 och Helsingfors stadsteater 1965–1974. Åren 1928–1979 medverkade Turakainen i sextio filmer och 1959–1978 i flera TV-uppsättningar. 1955 tilldelades hon Pro Finlandia-medaljen och Jussistatyetten för bästa kvinnliga biroll i filmen Opri.